# Седма заповјед божја - кради мало мање
„Седма заповјед божја - кради мало мање!” је југословенски ТВ филм из 1967. године. Режирао га је Антон Марти а сценарио је написао Дарио Фо.

## Улоге
| Глумац              | Улога |
| ------------------- | ----- |
| Ђурђа Ивезић        |       |
| Владимир Крстуловић |       |
| Санда Лангерхолц    |       |
| Рикард Симонели     |       |
| Невенка Стипанчић   |       |